# Elemidia
A Elemidia foi uma empresa de mídia digital out of home adquirida pelo grupo de investimento Victoria Capital Partners no final de 2014. Fundada em 2003 teve presença nacional, com telas em 19 estados do Brasil e na Argentina. foi umas das maiores do Brasil em seu segmento e foi considerada uma referência para o mercado. Em agosto de 2020, a Elemidia deixa de existir e passa a se chamar Eletromidia.

## História
Em setembro de 2010 o Grupo Abril comprou 70% das ações da empresa e os 30% restantes eram dos sócios fundadores.
Em fevereiro de 2012 a empresa comprou a Agência Mídia, passando a participar também da mídia estática.
Em 3 de julho de 2012 o Grupo Abril comprou a totalidade das ações ficando com os 30% que pertencia a sócios minoritários.
Em setembro de 2014, o fundo de investimento Victoria Capital Partners comprou do Grupo Abril a totalidade da companhia.
Em janeiro de 2020, a Elemidia foi comprada pela Eletromidia.
Em agosto de 2020, a marca Elemidia deixa de existir e passa a utilizar o nome Eletromidia.